# Mimcochylis
Mimcochylis là một chi bướm đêm thuộc phân họ Tortricinae của họ Tortricidae.

## Các loài
- Mimcochylis ochroplasta Razowski, 1985
- Mimcochylis plagiusa Razowski, 1985
- Mimcochylis planola Razowski, 1985
- Mimcochylis plasmodia Razowski, 1985